# 1914 na ciência

## Nascimentos
| Data            | Nome                              | Profissão                           | Nacionalidade  | Observações                                           | Ref         |
| --------------- | --------------------------------- | ----------------------------------- | -------------- | ----------------------------------------------------- | ----------- |
| 3 de janeiro    | René Ribeiro                      | médico, antropólogo e professor     | Brasil         | m. 1990                                               |             |
| 4 de janeiro    | Jean-Pierre Vernant               | filósofo, historiador e antropólogo | França         | m. 2007                                               |             |
| 12 de janeiro   | Orlando Vilas-Boas                | sertanista e indigenista            | Brasil         | m. 2002                                               |             |
| 1 de fevereiro  | Norman Holter                     | biofísico                           | Estados Unidos | m. 1983                                               |             |
| 23 de fevereiro | George Volkoff                    | físico                              | Canadá         | m. 2000                                               |             |
| 26 de março     | Toru Kumon                        | professor de matemática             | Japão          | m. 1995                                               |             |
| 10 de maio      | Amaro Macedo                      | botânico                            | Brasil         | m. 2014                                               |             |
| 19 de maio      | Max Perutz                        | químico                             | Áustria        | m. 2002 Nobel da Química 1962 Medalha Real 1971       | [ 1 ] [ 2 ] |
| 28 de maio      | Domingos Arthur Machado Filho     | médico sanitarista                  | Brasil         | m. 1990                                               |             |
| 2 de julho      | Mário Schenberg                   | físico, político e crítico de arte  | Brasil         | m. 1990                                               |             |
| 14 de julho     | Marcelo Damy                      | físico                              | Brasil         | m. 2009                                               |             |
| 3 de agosto     | Mark Kac                          | matemático                          | Polónia        | m. 1984 Prémio George David Birkhoff 1978             | [ 3 ]       |
| 3 de agosto     | Aristides Pacheco Leão            | neurologista                        | Brasil         | m. 1993                                               |             |
| 7 de setembro   | James Van Allen                   | físico                              | Estados Unidos | m. 2006                                               |             |
| 10 de setembro  | Raúl Adolfo Ringuelet             | naturalista e zoólogo               | Argentina      | m. 1982                                               |             |
| 14 de outubro   | Raymond Davis Jr.                 | físico                              | Estados Unidos | m. 2006 Nobel da Física 2002 Prémio Enrico Fermi 2003 | [ 4 ] [ 5 ] |
| 21 de outubro   | Martin Gardner                    | matemático                          | Estados Unidos | m. 2010 Prémio Leroy P. Steele 1987                   | [ 6 ]       |
| 28 de outubro   | Richard Laurence Millington Synge | químico                             | Reino Unido    | m. 1994 Nobel da Química 1952                         | [ 1 ]       |
| 8 de novembro   | George Dantzig                    | matemático                          | Estados Unidos | m. 2005                                               |             |
| 21 de novembro  | Henri Laborit                     | cirurgião e filósofo                | França         | m. 1995                                               |             |
| 12 de dezembro  | José Sebastião e Silva            | matemático                          | Portugal       | m. 1972                                               |             |

## Mortes
| Data           | Nome                        | Profissão                              | Nacionalidade                         | Observações                                           | Ref          |
| -------------- | --------------------------- | -------------------------------------- | ------------------------------------- | ----------------------------------------------------- | ------------ |
| 20 de janeiro  | Heinrich Rosenbusch         | geólogo                                | Alemanha                              | n. 1836 Medalha Wollaston 1903                        | [ 7 ]        |
| 6 de fevereiro | Horace Bolingbroke Woodward | geólogo                                | Reino Unido da Grã-Bretanha e Irlanda | n. 1848 Medalha Murchison 1897 Medalha Wollaston 1909 | [ 8 ] [ 7 ]  |
| 12 de março    | George Westinghouse         | empresário e engenheiro                | Estados Unidos                        | n. 1846 Medalha John Fritz 1906                       | [ 9 ]        |
| 16 de março    | John Murray                 | oceanógrafo e biologista               | Canadá                                | n. 1841 Medalha Real 1895                             | [ 10 ]       |
| 19 de março    | Giuseppe Mercalli           | vulcanólogo                            | Itália                                | n. 1850                                               |              |
| 30 de março    | John Henry Poynting         | físico                                 | Reino Unido da Grã-Bretanha e Irlanda | n. 1852 Medalha Real 1905                             | [ 11 ]       |
| 16 de abril    | George William Hill         | matemático e astrónomo                 | Estados Unidos                        | n. 1838 Medalha Bruce 1909                            | [ 12 ]       |
| 19 de abril    | Charles Sanders Peirce      | filósofo, cientista e matemático       | Estados Unidos                        | n. 1839                                               |              |
| 26 de abril    | Eduard Suess                | geólogo                                | Reino Unido da Grã-Bretanha e Irlanda | n. 1831 Medalha Copley 1903 Medalha Wollaston 1896    | [ 13 ] [ 7 ] |
| 5 de junho     | Ludimar Hermann             | fisiologista                           | Alemanha                              | n. 1838                                               |              |
| 12 de julho    | Osmond Fisher               | geólogo                                | Reino Unido da Grã-Bretanha e Irlanda | n. 1817 Medalha Murchison 1893 Medalha Wollaston 1913 | [ 14 ] [ 7 ] |
| 3 de agosto    | Louis Couturat              | matemático e filósofo                  | França                                | n. 1868                                               |              |
| 27 de agosto   | Eugen von Boehm-Bawerk      | economista                             | Áustria                               | n. 1851                                               |              |
| 13 de setembro | William Saunders            | agrónomo, entomologista e farmacêutico | Canadá                                | n. 1836                                               |              |
| 5 de novembro  | August Weismann             | biólogo                                | Alemanha                              | n. 1834                                               |              |
| 24 de dezembro | John Muir                   | naturalista e escritor                 | Estados Unidos                        | n. 1838                                               |              |

## Prémios

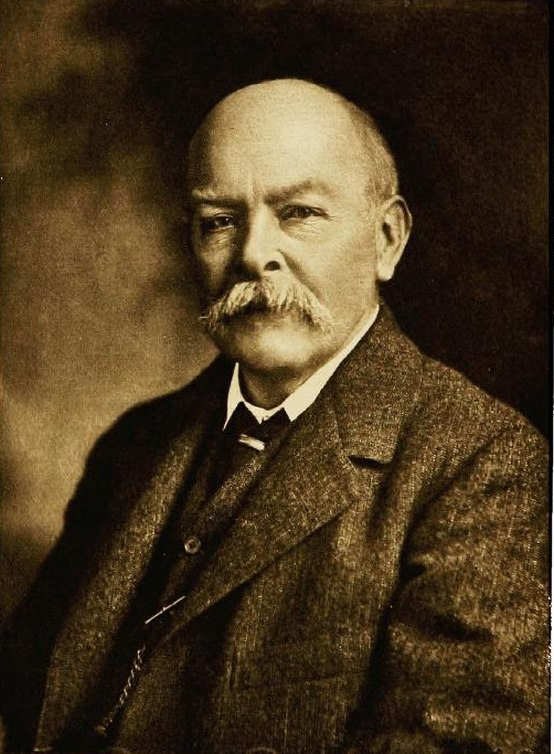
John Henry Poynting
(1852 - 1914)

### Medalha Bruce
- Oskar Backlund[12]

### Medalha Copley
- Joseph John Thomson[13]

### Medalha Darwin
- Edward Bagnall Poulton[15]

### Medalha Davy
- William Jackson Pope[16]

### Medalha Edison IEEE
- Alexander Graham Bell[17]

### Medalha Guy de prata
- S. Rowson[18]

### Medalha Hughes
- John Sealy Townsend[19]

### Medalha Lyell
- Charles Stewart Middlemiss[20]

### Medalha Matteucci
- Max von Laue[21]

### Medalha De Morgan
- Joseph Larmor[22]

### Medalha Murchison
- William Augustus Edmond Ussher[14]

### Medalha de Ouro da Royal Astronomical Society
- Max Wolf[23]

### Medalha Real
- Ernest William Brown[11], William Johnson Sollas[11] e John William Strutt[11]

### Medalha Rumford
- John William Strutt

### Medalha Wollaston
- John Edward Marr[7]

### Prémio Nobel
- Física - Max von Laue[4].
- Química - Theodore William Richards[1].
- Medicina - Robert Bárány[24].

### Prémio Rumford
- William David Coolidge[25]